# Virgin Drinks
La Virgin Drinks è stata una società produttrice di bevande, facente parte del gruppo Virgin, fondata dal magnate britannico Richard Branson nel 1994. Il suo mercato consisteva in bevande analcoliche, bibite, inclusa la Virgin Cola, e alcoliche, come la Virgin Vodka.
Nella storia della compagnia vi è anche il lancio sul mercato di bevande energetiche della stessa categoria di Red Bull e Red Devil. Tali bevande erano disponibili in gusti diversi (limone, lime) e nelle versioni diurna (Virgin DT, day-time) e notturna (Virgin NT, night-time), quest'ultima alcolica con aggiunta di vodka.
Con il termine Virgin drink ci si può riferire anche ai cocktail preparati con una bevanda Virgin in sostituzione dell'ingrediente alcolico (ad esempio il Virgin Mary, variante analcolico del Bloody Mary). La società ha cessato ogni attività nel 2007 dopo aver ceduto i diritti della Virgin Cola alla Silver Spring Soft.
La sede della Virgin Drinks era a Folkestone, Kent, Regno Unito. Oltre al Regno Unito, i prodotti furono introdotti in altri mercati, fra i quali Belgio, Francia, Giappone, Grecia, Guadalupa, Italia, Libano, Stati Uniti d'America, Sudafrica, Svizzera.

## Italia
In Italia le bevande a marchio Virgin furono prodotte e distribuite dall'azienda "Garda bibite" con sede a Gussago.
Linea di prodotti
- Virgin Cola Red: cola classica
- Virgin Cola White: cola senza zucchero
- Virgin Cola Gold: cola senza caffeina
- Virgin Orange: aranciata classica
- Virgin Green: aranciata amara
- Virgin Pink: pompelmo rosa
- Virgin Blue: lemon lime
- Virgin The al limone: tè al limone con tè verde
- Virgin The alla pesca: tè alla pesca con tè verde